# Lista de pinturas no Museu Victor Meirelles
A lista de pinturas no Museu Victor Meirelles reúne obras de arte que fazem parte do acervo do Museu Victor Meirelles. O acervo é constituído de obras de Victor Meirelles e de seus professores e alunos.
| Imagem | Título                                                               | Criador                | Data           | Descrito em |
| ------ | -------------------------------------------------------------------- | ---------------------- | -------------- | ----------- |
|        | Cabeça de homem                                                      | Victor Meirelles       |                |             |
|        | Cabeça de homem                                                      | Victor Meirelles       |                |             |
|        | Cabeça de mulher                                                     | Victor Meirelles       |                |             |
|        | Cabeça de velho                                                      | Victor Meirelles       |                |             |
|        | Estudo de cabeça de menina                                           | Victor Meirelles       | 1856           |             |
|        | Retrato de Senhora                                                   | Victor Meirelles       | 1870           |             |
|        | Uma Visão de Nossa Senhora do Desterro                               | Victor Meirelles       | 1851 1847      |             |
|        | Vista Parcial da Cidade de Nossa Senhora do Desterro                 | Victor Meirelles       | 1846           |             |
|        | Vista Parcial da Cidade de Nossa Senhora do Desterro                 | Victor Meirelles       | 1846           |             |
|        | A flor pelágica                                                      | Flávia Metzler         | 2010           |             |
|        | A morta                                                              | Victor Meirelles       |                |             |
|        | Barco à vela                                                         | Belmiro de Almeida     | 1915           |             |
|        | Cabeça de mulher                                                     | César Rossi            |                |             |
|        | Cristo sobre as ondas                                                | Victor Meirelles       |                |             |
|        | Degolação de São João Batista                                        | Victor Meirelles       | 1855           |             |
|        | Embarcações                                                          | Antônio Parreiras      | 1921           |             |
|        | Esboceto para "Batalha dos Guararapes"                               | Victor Meirelles       | 1876           |             |
|        | Esboço de paisagem para "Passagem do Humaitá"                        | Victor Meirelles       | 1870           |             |
|        | Estudo de traje                                                      | Victor Meirelles       | 1854           |             |
|        | Estudo para "Batalha dos Guararapes" (guerreiro holandês caído)      | Victor Meirelles       | 1876           |             |
|        | Estudo para "Casamento da Princesa Isabel"                           | Victor Meirelles       | 1864           |             |
|        | Estudo para "Invocação à Virgem"                                     | Victor Meirelles       | 1898           |             |
|        | Estudo para "Passagem do Humaitá"                                    | Victor Meirelles       | século XIX     |             |
|        | Grátis                                                               | Renata de Andrade      | 2007           |             |
|        | Le Radeau de la Meduse (O Naufrágio da Medusa)                       | Victor Meirelles       | 1858           |             |
|        | Mulheres suliotas                                                    | Victor Meirelles       | 1857           |             |
|        | Natureza morta                                                       | Mariana Silva da Silva |                |             |
|        | Retrato de Victor Meirelles                                          | Pedro Peres            | 1900           |             |
|        | Sem título                                                           | Oscar Pereira da Silva |                |             |
|        | Superfície saturada                                                  | Carlos Asp             | 2000           |             |
|        | Vista parcial da cidade de Nossa Senhora do Desterro (atual Q132997) | Victor Meirelles       | 1849           |             |
|        | Estudo de Panejamento 07                                             | Victor Meirelles       | 1856           |             |
|        | Estudo de Panejamento 08                                             | Victor Meirelles       | 1856           |             |
|        | Estudo de Panejamento 09                                             | Victor Meirelles       | 1856           |             |
|        | Estudo de Panejamento 10                                             | Victor Meirelles       | 1856           |             |
|        | Estudo de Panejamento 11                                             | Victor Meirelles       | 1856           |             |
|        | Estudo de Panejamento 12                                             | Victor Meirelles       | 1856           |             |
|        | Estudo de Panejamento 13                                             | Victor Meirelles       | 1856           |             |
|        | Estudo de Panejamento 14                                             | Victor Meirelles       | 1856           |             |
|        | Estudo de Panejamento 15                                             | Victor Meirelles       | 1856           |             |
|        | Estudo de Panejamento 16                                             | Victor Meirelles       | 1856           |             |
|        | Estudo de Panejamento 17                                             | Victor Meirelles       | 1856           |             |
|        | Estudo de Panejamento 18                                             | Victor Meirelles       | 1856           |             |
|        | Estudo de Panejamento 19                                             | Victor Meirelles       | 1856           |             |
|        | Estudo de Panejamento 20                                             | Victor Meirelles       | 1856           |             |
|        | Estudo de Panejamento 21                                             | Victor Meirelles       | 1856           |             |
|        | Estudo de Panejamento 22                                             | Victor Meirelles       | 1856           |             |
|        | Estudo de Panejamento 23                                             | Victor Meirelles       | 1856           |             |
|        | Estudo de Panejamento 24                                             | Victor Meirelles       | 1856           |             |
|        | Estudo de Panejamento 25                                             | Victor Meirelles       | 1856           |             |
|        | Sem título 04                                                        | Elke Hering            | 1993           |             |
|        | Sem título 07                                                        | Aldo Beck              | 1997           |             |
|        | Sem título 28                                                        | Bettina Vaz Guimarães  | 2005           |             |
|        | Sem título 30                                                        | Gilda Vogt             | 1870           |             |
|        | Sem título 31                                                        | Mariana Palma          | 2005           |             |
|        | Estudo para "Primeira Missa no Brasil"                               | Victor Meirelles       | século XIX     |             |
|        | Cabeça de velho                                                      | Victor Meirelles       | 1865           |             |
|        | Estudo de traje italiano                                             | Victor Meirelles       | 1854           |             |
|        | Estudo para "Batalha dos Guararapes"                                 | Victor Meirelles       | década de 1870 |             |
|        | Barco à vela                                                         | Belmiro de Almeida     | 1915           |             |

∑ 60 items.